# Buonabitacolo
Buonabitacolo is een gemeente in de Italiaanse provincie Salerno (regio Campanië) en telt 2641 inwoners (31-12-2004). De oppervlakte bedraagt 15,4 km², de bevolkingsdichtheid is 172 inwoners per km².

## Demografie
Buonabitacolo telt ongeveer 973 huishoudens. Het aantal inwoners daalde in de periode 1991-2001 met 8,6% volgens cijfers uit de tienjaarlijkse volkstellingen van ISTAT.
| Jaar | Inwoneraantal |
| ---- | ------------- |
| 1991 | 2825          |
| 2001 | 2581          |

## Geografie
Buonabitacolo grenst aan de volgende gemeenten: Montesano sulla Marcellana, Padula, Sanza, Sassano.

## Externe link

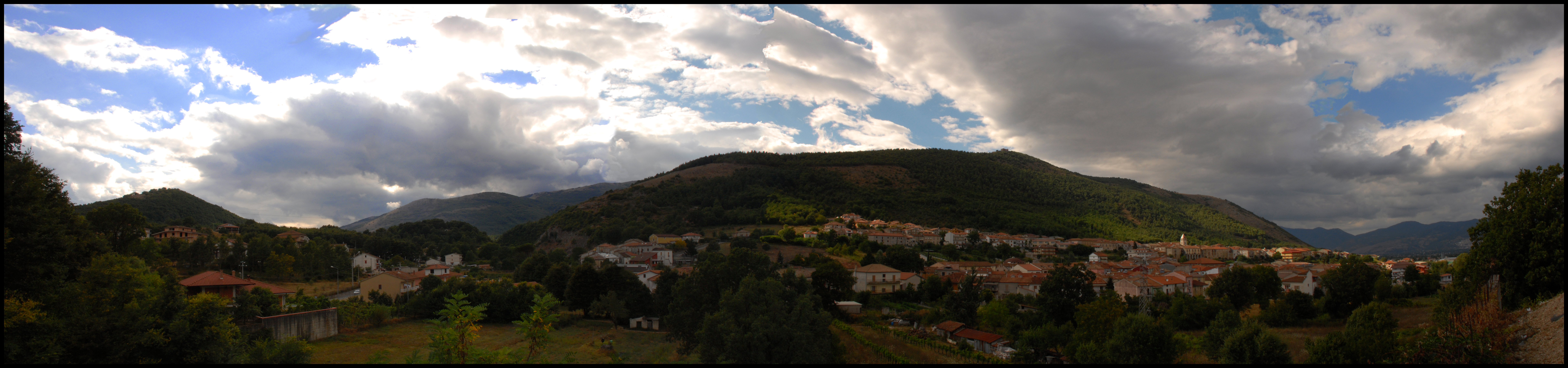
Buonabitacolo